# Auburn (Kansas)
Auburn é uma cidade localizada no estado americano de Kansas, no Condado de Shawnee.

## Demografia
Segundo o censo americano de 2000, a sua população era de 1121 habitantes. 
Em 2006, foi estimada uma população de 1131, um aumento de 10 (0.9%).

## Geografia
De acordo com o United States Census Bureau tem uma área de 
1,5 km², dos quais 1,5 km² cobertos por terra e 0,0 km² cobertos por água. Auburn localiza-se a aproximadamente 330 m acima do nível do mar.

## Localidades na vizinhança
O diagrama seguinte representa as localidades num raio de 20 km ao redor de Auburn. 